# Albertiet
Albertiet is een type asfalt dat gevonden wordt in Albert County, New Brunswick. Het is een donkerzwarte variëteit en is minder oplosbaar in terpentijn dan normaal asfalt. Het is de enig bekende vaste petroleumbron. Oorspronkelijk werd van albertiet kerosine gemaakt. Het werd voor het eerst grondig bestudeerd door de van New Brunswick afkomstige geoloog Abraham Gesner, die gehoord had dat gesteenten uit de omgeving konden branden.